# Warner Chappell Music Inc. contra Fullscreen Inc.
Warner Chappell Music Inc. y otros. contra Fullscreen Inc.(13-cv-05472) fue un caso contra la red multicanal Fullscreen, presentado por la Asociación Nacional de Editores de Música en nombre de Warner Chappell Music y otros 15 editores de música, que alegaba que Fullscreen cobro  ilegalmente la ganancias de vídeos de versiones sin licencia en YouTube sin pagar regalías a los editores y compositores legítimos.
Según la demanda, el demandado Fullscreen fue acusado de haber "ignorado deliberadamente su obligación de obtener licencias y pagar regalías para explotar la gran mayoría del contenido musical difundido a través de las redes de Fullscreen". Entre el contenido musical que supuestamente infringió Fullscreen se encontraban canciones de Justin Bieber, Kesha, Kanye West y Katy Perry.

## Hechos
La Asociación Nacional de Editores de Música presentó esta demanda por infracción de derechos de autor en el Distrito Sur de Nueva York el 6 de agosto de 2013, acusando a Fullscreen de 4 infracciones de derechos de autor distintas: 1) infracción de derechos de autor directa, 2) infracción de derechos de autor contributiva, 3) inducción de infracción de derechos de autor, y 4) infracción indirecta de derechos de autor. A modo de explicación, el demandante sugirió que Fullscreen 1) copió directamente del trabajo de otro sin licencia (infracción directa), 2) contribuyó y apoyó la infracción de sus socios (infracción de derechos de autor contributiva), 3) es responsable de las acciones de sus la infracción de los socios y se benefició financieramente directamente del acto (infracción vicaria), y 4) ayudó/indujo el acto de infracción a sabiendas.
Antes de esto, la NMPA presentó una demanda similar contra otra red multicanal, Maker Studios, que luego acordó rápidamente llegar a un acuerdo extrajudicial y establecer un modelo de compensación tanto por infracciones pasadas como por licencias futuras que cumplan plenamente con la Ley de derechos de autor.

### NMPA
La Asociación Nacional de Editores de Música (NMPA) es la asociación comercial más grande que representa a los editores y compositores de música estadounidenses, incluidos Warner Chappell Music y Palm Valley Music. Fue fundado en 1917 y actualmente alberga a más de 300 miembros. Su misión principal es proteger los derechos de los editores y compositores, tanto en asuntos nacionales como internacionales. Su objetivo es mantener un entorno comercial de la música que fomente el éxito financiero y creativo de los artistas, con un enfoque particular en los editores y compositores afiliados.

### Fullscreen
Fullscreen es una de las redes multicanal de YouTube más grandes que genera más de 3 mil millones de vistas de video mensuales en todos sus canales. Esta empresa multimillonaria fue fundada en enero de 2011 por el director ejecutivo George Strompolos y alberga algunos de los talentos más exitosos de YouTube, incluidos Lindsey Stirling, The Fine Brothers, Tyler Ward y Megan Nicole. Según la empresa, Fullscreen está afiliado a más de 15.000 canales de YouTube que han obtenido un total de 200 millones de suscriptores y más de 2500 millones de visitas al mes. Fullscreen adquiere más de 30 millones de visitantes únicos cada mes, en todos sus canales. Como muchas otras redes multicanal, Fullscreen consiste principalmente en canales con contenido musical cubierto. La red se beneficia directamente de los ingresos publicitarios generados por estos videos musicales sin licencia.

## Resultado
Se llegó a un acuerdo que requería que los creadores de Fullscreen licenciaran sus videos musicales o los eliminaran por completo. El canal administrado por Fullscreen debía eliminar por completo todos los videos infraccionarios, mientras que los socios de Fullscreen tenían la oportunidad de licenciar estos videos. George Strompolos, CEO de Fullscreen, comentó:
"Fullscreen se complace en ser una de las cadenas multicanal líderes en establecer licencias históricas con los principales editores de música en nombre de los artistas musicales de Fullscreen. Felicitamos a la NMPA por su proactividad y por ayudarnos a despejarnos el camino para establecer nuevas relaciones con los editores de música. Fullscreen continuará siendo pionera en soluciones 'ganar/ganar/ganar' para músicos emergentes, sus audiencias y los titulares de derechos existentes dentro de la industria de la música".
David Israelite, presidente y director ejecutivo de NMPA señaló:
"Este acuerdo demuestra el valor fundamental de los compositores y sus socios editores de música, y destaca la misión de NMPA de luchar por una compensación justa y la protección de los derechos de los compositores".
Fullscreen, junto con otras redes multicanal, ahora tiene como objetivo crear acuerdos con editores de música, para que sus socios puedan continuar produciendo videos de versiones. Fullscreen y Maker Studios ya han anunciado un acuerdo con Universal Music Publishing Group, que permite el acceso a las redes y la monetización de toda la biblioteca de música de Universal. Los ingresos de estos videos luego se dividirán entre el artista de YouTube, Fullscreen y Universal Music Publishing Group.

## Trasfondo

### Redes multicanal
Las redes multicanal (MCN) son empresas que trabajan con canales de YouTube y ayudan con la financiación, la gestión de derechos, el desarrollo de audiencias y la monetización. No están afiliados ni respaldados por Google, y reciben una parte de los ingresos publicitarios que ayudan a generar para sus canales de YouTube afiliados. Recientemente, se ha vuelto más rentable trabajar con marcas en marketing integrado, utilizando formas inteligentes de incorporar publicidad dentro del video de un creador de YouTube. Aunque las MCN pueden ofrecer a los creadores de YouTube conexiones con marcas y acuerdos de patrocinio, así como apoyo financiero, ha habido críticas en su contra. La personalidad de YouTube, Ray William Johnson, dejó MCN Maker Studios cuando se le pidió que renegociara su contrato y renunciara al 40% de sus ingresos publicitarios y al 50% de la propiedad intelectual de su programa, "Equals Three".

### Content ID
Content ID es un sistema creado por YouTube (Google) en 2007 que escanea todos los videos subidos a YouTube en busca de infracciones de derechos de autor. Los titulares de los derechos de autor registran su contenido en el sistema, y cuando Content ID identifica el uso de ese contenido en un video generado por el usuario, notifica al propietario de los derechos y les permite la opción de 1) dejar de monetizar el video, 2) bloquear el video por completo, o 3) rastrear el video y obtener toda la información analítica. Los productores de YouTube pueden disputar o apelar las reclamaciones de Content ID. Content ID ha facilitado a los propietarios de contenido rastrear el uso de su contenido y recuperar el control sobre su disponibilidad y monetización en YouTube. Los cargadores reciben un aviso por cada caso de infracción y sus cuentas se suspenden en el tercer aviso. YouTubers y ciertos editores se han decidido por licencias generales de sincronización, que permiten a los editores obtener hasta el 50% de los ingresos generados por los videos que utilizan su contenido. YouTube tiene contratos de licencia directos con muchos editores de música, que les pagan las regalías debidas por las versiones de las canciones subidas por YouTubers. Sin embargo, las redes multicanal como Fullscreen no están cubiertas por estos contratos.

### Viacom International, Inc. contra YouTube, Inc.
Los casos de infracción de derechos de autor con respecto a videos sin licencia en YouTube comenzaron mucho antes de este caso entre NMPA y Fullscreen. En 2007, Viacom demandó a Google por supuestas violaciones de derechos de autor dentro de su servicio de YouTube. En marzo de 2014, las dos empresas anunciaron su acuerdo, afirmando que "Google y Viacom anunciaron hoy de forma conjunta la resolución de Viacom contra YouTube. Este acuerdo refleja el creciente diálogo de colaboración entre nuestras dos empresas sobre oportunidades importantes y esperamos trabajar más estrechamente juntos". Cuando se inició la demanda por primera vez, Viacom pedía $1.000 millones de dólares en daños a Google, alegando que YouTube se había involucrado en una infracción de derechos de autor "descarada" y "masiva", al permitir que sus usuarios subieran miles de videos propiedad de Viacom, sin licencias. En 2010, se concedió la moción de Google para un juicio sumario que buscaba la desestimación, con base en las disposiciones de "safe harbor" de la DMCA. Aunque Viacom apeló, el juez de distrito Stanton volvió a otorgar un juicio sumario a favor del acusado Google en abril de 2013.